# Parsovići
Parsovići su naseljeno mjesto u općini Konjic, Federacija Bosne i Hercegovine, BiH. Parsovići se nalaze četiri kilometra od Buturović Polja, na desnoj obali Neretvice.

## Zemljopis
Nalazi se u dolini Neretvice te pripada Općini Konjicu. Kroz Parsoviće protiče rijeka Neretvica koja zbog svoje atraktivnosti privlači mnogobrojne posjetitelje i osobe zaljubljene u prirodu. Također ova rijeka u svom gornjem toku posjeduje dobar hidroenergetski potencijal, pa je na njoj planirano 15 mini hidroelektrana u narednom razdoblju, ukupne instalirane snage oko 25 MW. Također Parsovići su poznati po rijetkom nalazištu rude pirofilita koje je još uvijek nedovoljno eksploatirano.

## Povijest
Parsovići su jedni od najstarijih naselja u dolini rijeke Neretvice (u narodu poznato kao Klis), pa se na nekoliko lokacija u blizini sela mogu naći stećci koji asociraju na naseljenost prije više stotina godina. Pretpostavlja se da su nastali za vrijeme srednjovjekovne Bosne. 
Nakon mletačkog oslobađanja dijelova Boke kotorske, iz Risna, Bijele, Herceg-Novog su što progonom što samostalno iselile muslimanske obitelji. U konjički kraj su iz Risna u Boki kotorskoj do 1684. godine stigle obitelji: Mravi u selo Kruščicu, Mravović u selo Parsoviće, Šehovići kao odvojak Mravovića su se preko Župe u Korjenićima doselili u Kruščicu, a jedni su odselili u selo Bare, te obitelj Mahmutovića u selo Podbukovlje.
Od vjerskih objekata u Parsovićima je izgrađena jedna džamija koja se nalazi u centru sela. Džematski odbor Parsovići obuhvaća naselja Parsovići, Kale, Prijeslop, Bušćak. Nad ulazom u staru džamiju u ovom naselju, stajao je sljedeći natpis: "Dobrotvor hadži Mustafa Sarajlić. Godina 1310." (1892.) iz čega se jasno zaključuje da je džamija napravljena 1892. godine, a da je sve ili većinu radova platio spomenuti Mustafa Sarajlić. Godine 2005. pokrenuta je akcija gradnje nove džamije nekoliko metara niže od stare. Nova džamija je završena i svečano otvorena 2. kolovoza 2008. godine. Prije otvaranja nove džamije u Parsovićima, zgrada stare džamije je uklonjena.

## Gospodarstvo
Važna gospodarska djelatnost ovog kraja bila je poljoprivreda i mnogi su živjeli od rada u mnogim terenskim građevinskim poduzećima, u rudniku u Parsovićima i u tvornici zakovica u Buturović Polju.

## Kultura
U Parsovićima se nalazi veća područna osnovna škola pod nazivom Osnovna škola "Parsovići". U sklopu škole se nalaze fiskulturna sala i nanovo izgrađeno vanjsko igralište s tribinama i rasvjetom. Parsovići su poznati po smotri tradicionalnih pjesama i gangi "Bećarac", koji se tradicionalno održava u ovom mjestu.

## Stanovništvo

### 1991.
Nacionalni sastav stanovništva 1991. godine, bio je sljedeći:
ukupno: 176
- Muslimani – 149
- Hrvati – 27

### 2013.
Nacionalni sastav stanovništva 2013. godine, bio je sljedeći:
ukupno: 148
- Bošnjaci – 136
- Hrvati – 10
- ostali, neopredijeljeni i nepoznato – 2

## Vanjske poveznice
- Satelitska snimka  Arhivirana inačica izvorne stranice od 5. ožujka 2021. (Wayback Machine)